# Cetelem
Cetelem (franz. Compagnie pour le financement des équipements électro-ménagers – Gesellschaft für die Finanzierung von Elektro-Haushaltsgeräten) ist eine Bankengruppe. Cetelem ist eine Tochtergesellschaft der BNP Paribas, die sich seit ihrer Gründung im Jahre 1953 auf Verbraucherkredite spezialisiert hat.
Die Cetelem Bank hat ihren Sitz in Levallois-Perret in der Region Île-de-France. Geschäftsführer ist François Villeroy de Galhau seit 2003. Seit 1999 wurde die Cetelem Bank in die BNP Paribas integriert.

## Cetelem Bank weltweit
Im Jahre 1966 ist die Cetelem SA an die Pariser Börse gegangen. Cetelem gründet von 1984 bis 1998 zahlreiche Auslandstochtergesellschaften. Sie ist heute in 17 Ländern in Europa und weiteren 10 Ländern weltweit vertreten. Sie hat über 30 Millionen Kunden und über 23.000 Beschäftigte weltweit.

## Cetelem Banque France
Die Cetelem Bank in Frankreich bietet Ratenfinanzierungen für Carrefour, Conforama, Tor, Ikea, Tryba, Midas, aber auch für Banken, Versicherungen und Kfz-Händler.

## BNP Paribas Personal Finance
Im Juli 2008 hat die Cetelem Bank eine Zusammenarbeit mit der UCB, einem Spezialisten für Immobilienkredite in Europa, beschlossen. Beide bilden die BNP Paribas Personal Finance, einen Spezialisten für Auto-, Konsum-, Verbraucher- und Immobilienkredite.

## Dresdner-Cetelem Kreditbank
Im Jahre 2001 übernimmt die Cetelem Bank 70 % der WKV Bank in München und gründet die Cetelem Bank in Deutschland. Im Jahre 2005 erwirbt die Dresdner Bank (als Allianz-SE-Tochter) einen Anteil von 49,9 Prozent, während die Cetelem Bank noch 50,1 Prozent hält. Es erfolgt eine Namensänderung in Dresdner-Cetelem Kreditbank GmbH. Durch die Verschmelzung der Dresdner Bank mit der Commerzbank wurden die Gesellschafteranteile der Dresdner Bank im Mai 2009 an die Commerzbank AG übertragen. Anfang Juni 2010 erfolgt eine Namensänderung in Commerz Finanz GmbH.